# The Rubettes
The Rubettes, brittisk popgrupp bildad 1973, där låtskrivarna Wayne Bickerton och Tony Waddington valde studiomusikerna Alan Williams (sång, gitarr), Tony Thorpe (gitarr), Bill Hurd, Pete Arneson (båda keyboard), Mick Clarke (basgitarr) och John Richardson (trummor) som ursprungliga medlemmar. Gruppen är främst känd för sin första singel "Sugar Baby Love", med falsettsång av gästartisten Paul Da Vinci (vars riktiga namn var Paul Prewer). Låten låg etta i Storbritannien fem veckor, och etta två veckor på svenska Tio i topp, vilka var de två sista listorna innan detta program lades ned. 
Gruppen släppte sedan mindre hits som "Juke Box Jive" och "I Can Do It".
1974–1975 decimerades sextetten till en kvintett. 1976–1980 agerade gruppen som kvartett och 1980–1983 som trio.
Sedermera har gruppen återuppstått som två band. I Rubettes feat. Alan Williams ingår originalmedlemmarna Williams, Clarke, och Richardson. I Rubettes featuring Bill Hurd ingår originalmedlemmen Hurd.

## Diskografi (urval)
Album
- Wear It's 'At (1974)
- We Can Do It (1975) (UK (#41)
- Rubettes (1975)
- Sign of the Times (1976)
- Baby I Know (1977)
- Sometime In Oldchurch (1978)
- Still Unwinding (1978)
- Shangri'la (1979)
- Riding on a Rainbow (1992)
- Making Love in the Rain (1995)

Singlar (topp 40 på UK Singles Chart)
- "Sugar Baby Love" (1974) (#1)
- "Tonight" (1974) (#12)
- "Juke Box Jive" (1974) (#3)
- "I Can Do It" (1975) (#7)
- "Foe-Dee-O-Dee" (1975) (#15)
- "Little Darling" (1975) (#30)
- "You're The Reason Why" (1976) (#28)
- "Under One Roof" (1976) (#40)
- "Baby I Know" (1977) (#10)